# Dieudonné Kalulika
Dieudonné Kalulika, né à Kinshasa le 10 janvier 1981, est un joueur de football international congolais qui évolue comme milieu de terrain offensif. Il joue pour le club angolais du CD Primeiro de Agosto depuis janvier 2013 après avoir effectué quasiment toute sa carrière en Belgique.
Il compte 12 sélections et 4 buts inscrits en équipe nationale congolaise, avec laquelle il a disputé la Coupe d'Afrique des nations 2004.

## Carrière

### Premiers pas au Congo
Dieudonné Kalulika commence le football en 1997 à l'AS Maïka, en deuxième division congolaire. Il y joue deux saisons, se forgeant une réputation de buteur, puis part tenter sa chance à l'étranger en 1999. Il rejoint le club burundais de l'Atlético OFC où, malgré ses nombreux buts inscrits, il est victime de racisme de la part de ses coéquipiers, ce qui le pousse à quitter le club et à retourner dans son pays natal après une saison. Il s'engage alors avec l'US Safari, également en deuxième division, tout en commençant des études de droit. En 2001, il est recruté par le Tout Puissant Mazembe, le grand club de Lubumbashi, qui évolue en première division. Dès sa première saison au club, il remporte le titre national. Ses bonnes performances en club lui ouvrent les portes de l'équipe nationale en 2004, avec laquelle il dispute la CAN 2004, où son pays est éliminé dès le premier tour.

### Arrivée en Belgique
Dieudonné Kalulika est alors repéré par l'ancien international belge Luc Nilis, qui le fait signer à Beringen Heusden-Zolder, un club évoluant en Division 2 où il est directeur technique. Il dispute son premier match le 31 août 2005 en déplacement à Oud-Heverlee Louvain et fête sa première titularisation par un premier but trois jours plus tard face au Red Star Waasland. Il est régulièrement titulaire dans son équipe et inscrit six buts en championnat. Malheureusement, le club est en grandes difficultés financières et est contraint de déposer le bilan en mars 2006. Le joueur termine alors la saison au KVSK United, avec qui il dispute le tour final de Division 2. Il marque cinq buts en six rencontres, qui s'avèrent néanmoins insuffisants pour rejoindre l'élite.
Les bonnes prestations de Kalulika ne sont pas passées inaperçues des clubs plus huppés et le joueur est transféré durant l'été par le FC Brussels, un club de première division. Il commence la saison de manière tonitruante, inscrivant trois buts lors des quatre premières journées de compétition. Il rentre ensuite dans le rang et n'inscrit plus qu'un seul but avant la fin de la saison. En fin de saison, il ne prolonge pas son contrat dans le club de la capitale et s'engage avec Saint-Trond. Il ne parvient pas à s'y imposer et joue seulement sept bribes de matches jusqu'au mois d'octobre avant d'être écarté du noyau A. En janvier, il quitte déjà le club et rejoint le KSV Roulers, où il termine la saison avec seulement six matches disputés.

### Errance dans les divisions inférieures et retour en Afrique
L'option sur son contrat n'est pas levée par Roulers en fin de saison et le joueur se retrouve sans club. Il s'engage pour un an avec le RCS Visé, un club de Division 3. Il y retrouve son efficacité et inscrit dix buts durant la saison, permettant à son équipe de terminer vice-championne dans sa série. Le club est toutefois éliminé au premier tour du tour final par l'Olympic Charleroi. Son contrat n'est malgré tout pas prolongé et il se retrouve sans club durant six mois. En décembre 2009, il signe un contrat avec l'UR La Louvière Centre prenant effet au 1er janvier 2010. Il inscrit huit buts en dix-huit rencontres de championnat mais, bien qu'il entame la saison suivante comme titulaire, la direction louviéroise le pousse à quitter le club en décembre 2010. Il dispute son dernier match avec La Louvière-Centre le 19 janvier 2011 contre le Royal Football Club de Liège puis reste un an sans jouer de rencontre officielle. En janvier 2012, il se relance à l'Union Saint-Gilloise, où il joue les six derniers mois de la saison, disputant onze rencontres. Il change encore de club durant l'été et signe au KFC Katelijne-Waver, une équipe de Promotion. Il ne joue que cinq rencontres avec sa nouvelle équipe et voit son contrat rompu à la mi-octobre. En janvier 2013, il quitte la Belgique et rejoint l'Angola, où il s'engage avec le CD Primeiro de Agosto.

## Sélections internationales
Dieudonné Kalulika compte 12 sélections et 4 buts en équipe nationale congolaise entre 2004 et 2006.

## Palmarès
- Champion de RD Congo en 2001 avec le Tout Puissant Mazembe

## Statistiques
| Saison                | Club                    | Championnat           | Championnat | Championnat | Coupe(s) nationale(s) | Coupe(s) nationale(s) | RD Congo | RD Congo | Total | Total |
| Saison                | Club                    | Division              | M.          | B.          | M.                    | B.                    | M.       | B.       | M.    | B.    |
| 1997                  | AS Maïka                | Division 2            | -           | -           | -                     | -                     | 0        | 0        | 0     | 0     |
| 1998                  | AS Maïka                | Division 2            | -           | -           | -                     | -                     | 0        | 0        | 0     | 0     |
| 1999                  | Atlético OFC            | Division 1            | -           | -           | -                     | -                     | 0        | 0        | 0     | 0     |
| 2000                  | US Safari               | Division 2            | -           | -           | -                     | -                     | 0        | 0        | 0     | 0     |
| 2001                  | TP Mazembe              | Division 1            | -           | -           | -                     | -                     | 0        | 0        | 0     | 0     |
| 2002                  | TP Mazembe              | Division 1            | -           | -           | -                     | -                     | 0        | 0        | 0     | 0     |
| 2003                  | TP Mazembe              | Division 1            | -           | -           | -                     | -                     | 0        | 0        | 0     | 0     |
| 2004                  | TP Mazembe              | Division 1            | -           | -           | -                     | -                     | -        | -        | 0     | 0     |
| 2005                  | TP Mazembe              | Division 1            | -           | -           | -                     | -                     | -        | -        | 0     | 0     |
| 2005-2006             | Beringen Heusden-Zolder | Division 2            | 21          | 6           | 0                     | 0                     | -        | -        | 21    | 6     |
| 2005-2006             | KVSK United             | Division 2            | 6           | 5           | 0                     | 0                     | -        | -        | 6     | 5     |
| 2006-2007             | FC Brussels             | Division 1            | 26          | 4           | 0                     | 0                     | -        | -        | 26    | 4     |
| 2007-2008             | K Saint-Trond VV        | Division 1            | 7           | 0           | 0                     | 0                     | 0        | 0        | 7     | 0     |
| 2007-2008             | KSV Roulers             | Division 1            | 5           | 0           | 2                     | 0                     | 0        | 0        | 7     | 0     |
| 2008-2009             | RCS Visé                | Division 3            | 26          | 10          | 0                     | 0                     | 0        | 0        | 26    | 10    |
| 2009-2010             | UR La Louvière Centre   | Division 3            | 18          | 8           | 0                     | 0                     | 0        | 0        | 18    | 8     |
| 2010-2011             | UR La Louvière Centre   | Division 3            | 16          | 5           | 3                     | 0                     | 0        | 0        | 19    | 5     |
| 2011-2012             | Union SG                | Division 3            | 11          | 1           | 0                     | 0                     | 0        | 0        | 11    | 1     |
| 2012-2013             | KFC Katelijne-Waver     | Promotion             | 5           | 0           | 0                     | 0                     | 0        | 0        | 5     | 0     |
| 2013                  | CD Primeiro de Agosto   | Girabola              | -           | -           | -                     | -                     | 0        | 0        | 0     | 0     |
| Total sur la carrière | Total sur la carrière   | Total sur la carrière | 141         | 39          | 5                     | 0                     | 12       | 4        | 158   | 43    |